# Haworthia chloracantha
Haworthia chloracantha är en grästrädsväxtart som beskrevs av Adrian Hardy Haworth. Haworthia chloracantha ingår i släktet Haworthia och familjen grästrädsväxter.

## Underarter
Arten delas in i följande underarter:
- H. c. chloracantha
- H. c. denticulifera
- H. c. subglauca

## Bildgalleri

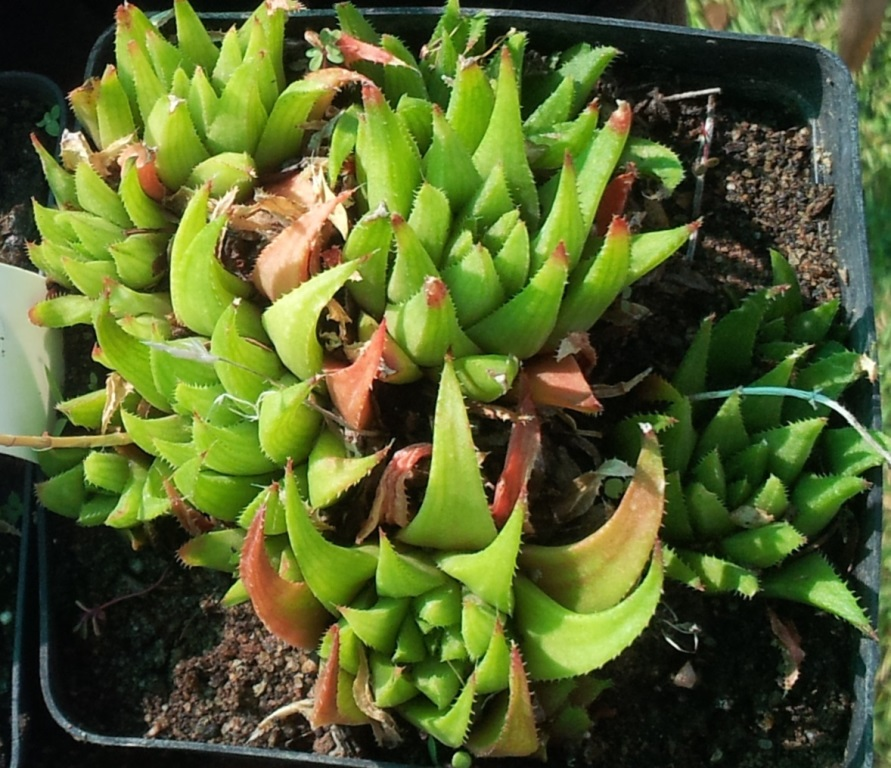
c. chloracantha
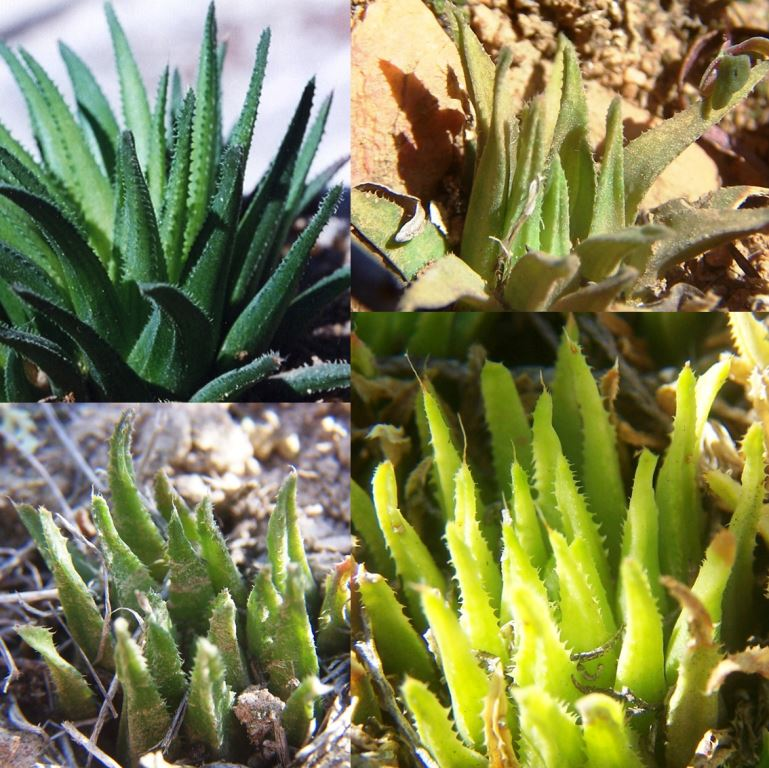
c. denticulifera
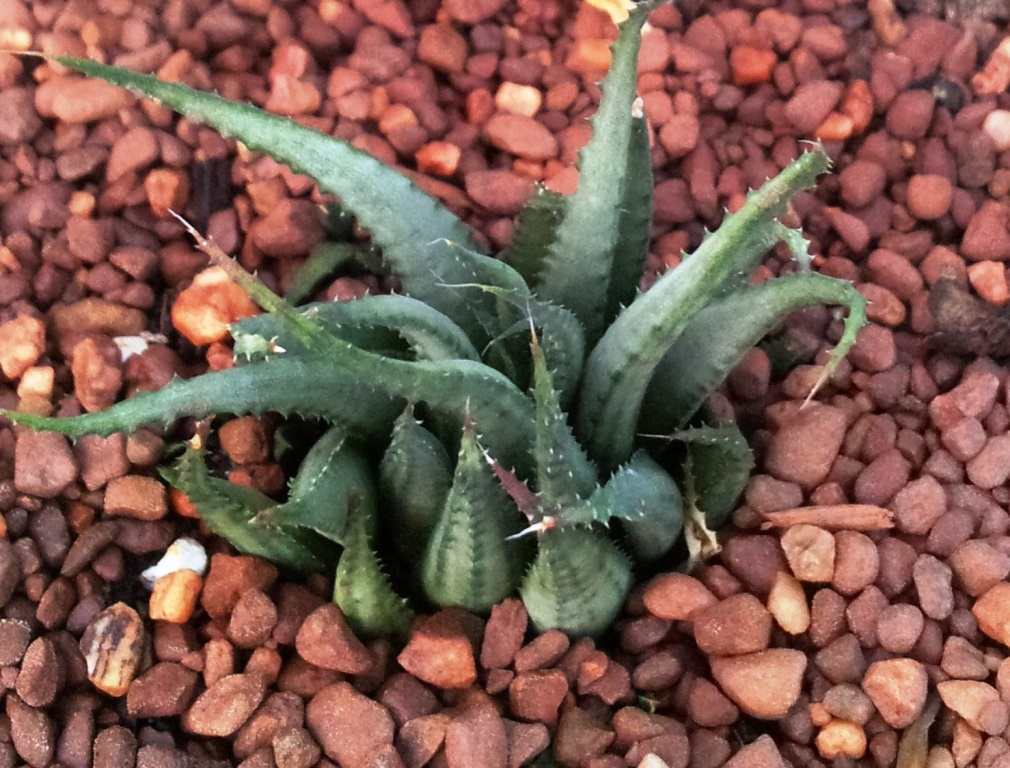
c. subglauca